# CNNA HL-6
O CNNA HL-6 foi um avião de treino desenvolvido no Brasil pela CNNA em 1943.